# Нунация
Нуна́ция или танви́н (араб. تَنوِين‎ [tanwīn]) — диакритический знак, который пишут над последней согласной существительных и прилагательных, чтобы указать, что слово заканчивается на альвеолярный носовой согласный (/n/), без добавления буквы нун (араб. ن‎, др.-евр. נ / ן‬, арам. 𐡍). Этот знак присущ некоторым семитским языкам, в частности арабскому языку. В арабском нунация часто служит в качестве грамматического средства выражения неопределённого состояния имён звуком /n/, тем не менее некоторые определённые существительные имеют нунацию.

## Нунация в арабском языке
| Символ         | ـً ‎  | ـٌ ‎  | ـٍ ‎  |
| Транслитерация | -an | -un | -in |

Существует три варианта этого диакритического знака: -un (именительный падеж), -in (родительный падеж), и -an (винительный падеж). Значок ـً чаще всего пишут в сочетании с буквой алиф (ـًا), та марбута (ةً), или изолированной хамза (ءً). Нунация присуща только литературному арабскому, в разговорных диалектах её нет. Некоторые учебники подают даже литературный язык без этих окончаний.

### Определённые существительные с нунацией
Поскольку в арабском нет неопределённого артикля, то неопределёнными являются те слова, перед которыми нет определённого артикля. Поэтому может возникнуть мысль, что нунация является непременным признаком неопределённого состояния существительных и прилагательных. Однако наличие в слове нунации не обязательно делает его неопределённым. Немало определённых существительных имеют нунацию, например, в арабском выражении أَشْهَدُ أَنَّ مُحَمَّداً رَسُولُ الله [ʔaʃhadu ʔanna muħammadan rasuːlu‿llah] - «Свидетельствую, что Мухаммед является посланником всевышнего» - имя Мухаммед (محمد) имеет нунацию (مُحَمَّداً). Имена людей рассматриваются как определённые существительные в грамматике классического и современного стандартного арабского языка.
Определённый артикль аль (ال, al-) несовместим с нунацией.

## Нунация в других семитских языках
На древней ступени ставровавилонского диалекта аккадского языка нунация утеряла функцию оформления определённости, а затем и вовсе исчезла из аккадского языка.
В северноцентральных языках нунация также очень рано исчезла из языков в единственном числе, однако во множественном числе она сохранилась, войдя в состав форманта множественного числа. Вместо нунации южнопериферийные и центральносемитские языки выработали новый определённый артикль: ٭-(h)ān в сабейском языке, ٭-(h)ā в арамейском языке, ٭ha(n)- в древнееврейском языке.